# Taça da Liga de 2007–08
A Taça da Liga 2007/2008 foi a primeira edição da Taça da Liga de Portugal, também chamada, comercialmente, Carlsberg Cup. Consta de 4 eliminatórias seguida de uma fase de grupo e a Final, vencida pelo Vitória de Setúbal contra o Sporting, jogou-se a 22 de Março de 2008, no Estádio Algarve, em Faro/Loulé.

## Clubes participantes
Ponto de situação e vista geral dos clubes participantes desta edição da Taça da Liga.
| Equipa               | 1ª Elim. | 2ª Elim. | 3ª Elim. | 4ª Elim. | Grupo | Final |  | Equipa              | 1ª Elim. | 2ª Elim. | 3ª Elim. | 4ª Elim. | Grupo | Final |
| Porto                |          |          | 2-4      |          |       |       |  | Beira-Mar           | 4-2      | 1-0      | 4-3      | 3-2      | 1-4   |       |
| Sporting             |          |          | 7-6      | 4-4      | 6-2   | 0-0   |  | Desportivo das Aves | 1-2      |          |          |          |       |       |
| Benfica              |          |          | 6-5      | 2-3      |       |       |  | Rio Ave             | 0-1      |          |          |          |       |       |
| Braga                |          |          | 0-2      |          |       |       |  | Santa Clara         | 0-2      |          |          |          |       |       |
| Belenenses           |          |          | 4-5      |          |       |       |  | Gondomar            | 1-0      | 0-3      |          |          |       |       |
| Paços de Ferreira    |          |          | 3-4      |          |       |       |  | Feirense            | 1-2      |          |          |          |       |       |
| União de Leiria      |          |          | 2-0      | 2-3      |       |       |  | Varzim              | 3-1      | 0-4      |          |          |       |       |
| Nacional da Madeira  |          |          | 0-1      |          |       |       |  | Penafiel            | 7-6      | 5-4      | 1-0      | 3-2      | 3-5   |       |
| Estrela da Amadora   |          | 1-0      | 5-6      |          |       |       |  | Olhanense           | 0-1      |          |          |          |       |       |
| Boavista             |          | 0-1      |          |          |       |       |  | Estoril Praia       | 2-1      | 0-1      |          |          |       |       |
| Marítimo             |          | 4-5      |          |          |       |       |  | Trofense            | 2-1      | 0-1      |          |          |       |       |
| Naval                |          | 3-4      |          |          |       |       |  | Gil Vicente         | 6-7      |          |          |          |       |       |
| Académica de Coimbra |          | 0-1      |          |          |       |       |  | Vizela              | 1-3      |          |          |          |       |       |
| Vitória de Setúbal   |          | 3-0      | 2-0      | 3-2      | 2-1   | 0-0   |  | Portimonense        | 1-0      | 4-3      | 5-4      | 2-3      |       |       |
| Leixões              |          | 4-0      | 0-2      |          |       |       |  | Fátima              | 2-0      | 1-0      | 4-2      | 4-4      |       |       |
| Vitória de Guimarães |          | 1-0      | 6-7      |          |       |       |  | Freamunde           | 2-4      |          |          |          |       |       |

|  | Equipas classificadas para a ronda seguinte |
|  | Jornada actual / último jogo                |
|  | Equipas eliminadas                          |

Os resultados em itálico representam os golos marcados durante o jogo mais os das grandes penalidades

O resultado a negrito representa qualificação/eliminação obtida pela regra de desempate dos golos marcados fora.

## 1ª Eliminatória

### Sorteio
O sorteio decorreu a 12 de Julho e as equipas foram distribuídas por 2 potes, baseando-se na posição obtida no campeonato no ano anterior.
- Pote A:
  - Beira-Mar e D. das Aves, provenientes da 1ª Liga;
  - 3º ao 8º classificado da Liga Vitalis 2006/2007 (o 1º e 2º classificados ascenderam à BWIN Liga).
- Pote B:
  - 9º ao 14º classificado da Liga Vitalis 2006/2007 (o 15º e 16º classificados desceram à 2ª Divisão);
  - Fátima e Freamunde, que subiram da 2ª Divisão.

| Pote A              | Pote B        |
| ------------------- | ------------- |
| Beira-Mar           | Olhanense     |
| Desportivo das Aves | Estoril Praia |
| Rio Ave             | Trofense      |
| Santa Clara         | Gil Vicente   |
| Gondomar            | Vizela        |
| Feirense            | Portimonense  |
| Varzim              | Fátima        |
| Penafiel            | Freamunde     |

### Jogos
| Data        | Hora  | Local     | (Liga)Equipa 1     | Resultado        | Equipa 2(Liga)           |
| ----------- | ----- | --------- | ------------------ | ---------------- | ------------------------ |
| 4 de Agosto | 17:00 | Trofa     | (LH) Trofense      | 2 - 1            | Feirense (LH)            |
| 4 de Agosto | 17:00 | Vizela    | (LH) Vizela        | 1 - 3            | Varzim (LH)              |
| 5 de Agosto | 16:00 | Freamunde | (LH) Freamunde     | 0 - 0 (2–4 G.P.) | Beira-Mar (LH)           |
| 5 de Agosto | 16:00 | Estoril   | (LH) Estoril Praia | 2 - 1            | Desportivo das Aves (LH) |
| 5 de Agosto | 16:00 | Fátima    | (LH) Fátima        | 2 - 0            | Santa Clara (LH)         |
| 5 de Agosto | 17:00 | Portimão  | (LH) Portimonense  | 1 - 0            | Rio Ave (LH)             |
| 5 de Agosto | 17:30 | Olhão     | (LH) Olhanense     | 0 - 1            | Gondomar (LH)            |
| 5 de Agosto | 19:45 | Barcelos  | (LH) Gil Vicente   | 2 - 2 (4–5 G.P.) | Penafiel (LH)            |

 (LH) - Liga de Honra 

 (G.P.) - Grandes Penalidades 
| 4 de Agosto, 2007 17:00 | Trofense                            | 2 – 1     | Feirense         | Estádio Clube Desportivo Trofense Árbitro: Luís Reforço, Setúbal |
|                         | Marcos António 41' · Rui Borges 53' | Relatório | Jorge Leitão 61' |                                                                  |

| 4 de Agosto, 2007 17:00 | Vizela        | 1 – 3     | Varzim                             | Estádio do Futebol Clube de Vizela, Vizela Árbitro: Rui Silva, Vila Real |
|                         | Nuno Sousa 7' | Relatório | Roberto 20' · Chico 57' · Ukra 90' |                                                                          |

| 5 de Agosto, 2007 16:00 | Freamunde | 0 – 0 (2–4 G.P.) | Beira-Mar | Complexo Desportivo do Sport Clube de Freamunde, Freamunde Árbitro: Vasco Santos, Porto |
|                         |           | Relatório        |           |                                                                                         |

|                                     |       | Penalidades                        |  |
| Evandro: Bertinho: Marcão: Heslley: | 2 – 4 | Vidigal: Artur: Fernando: Ratinho: |  |

| 5 de Agosto, 2007 16:00 | Estoril Praia           | 2 – 1     | Desportivo das Aves | Estádio António Coimbra da Mota, Estoril Árbitro: Marco Ferreira, Porto |
|                         | Dorival 44' · Dagil 48' | Relatório | Gouveia 11'         |                                                                         |

| 5 de Agosto, 2007 16:00 | Fátima                           | 2 – 0     | Santa Clara | Estádio João Paulo II, Fátima Árbitro: Bruno Paixão, Setúbal |
|                         | Marinho 56' · Carlos Saleiro 60' | Relatório |             |                                                              |

| 5 de Agosto, 2007 17:00 | Portimonense | 1 – 0     | Rio Ave | Estádio Municipal de Portimão, Portimão Árbitro: Hugo Miguel, Lisboa |
|                         | Bevacqua 4'  | Relatório |         |                                                                      |

| 5 de Agosto, 2007 17:30 | Olhanense | 0 – 1     | Gondomar     | Estádio José Arcanjo, Olhão Árbitro: João Capela, Coimbra |
|                         |           | Relatório | Nelsinho 58' |                                                           |

| 5 de Agosto, 2007 19:45 | Gil Vicente                  | 2 – 2 (4–5 G.P.) | Penafiel                                 | Estádio Cidade de Barcelos, Barcelos Árbitro: Olegário Benquerença, Leiria |
|                         | Hermes 32' · Tiago André 90' | Relatório        | João Pedro 47' · Nélson Campos 53'(G.P.) |                                                                            |

|                                                                                   |       | Penalidades                                                                          |  |
| Não disponível : Não disponível : Diego Gaúcho: Não disponível : Não disponível : | 4 – 5 | Não disponível : Não disponível : Não disponível : Não disponível : Não disponível : |  |

## 2ª Eliminatória

### Sorteio
O sorteio realizou-se a 6 de Agosto e as equipas foram distribuídas por 2 potes, um com clubes da 1ª Liga e o outro com os clubes vencedores da 1ª eliminatória, que irão jogar em casa.
- Pote C (visitados):
  - clubes vencedores da 1ª eliminatória;
- Pote D (visitantes):
  - 9º ao 14º classificado da BWIN Liga 2006-2007 (o 15º e 16º classificados desceram à Liga Vitalis);
  - Leixões e V. Guimarães que subiram da Liga Vitalis.

| Pote C        | Pote D               |
| ------------- | -------------------- |
| Trofense      | Estrela da Amadora   |
| Varzim        | Boavista             |
| Beira-Mar     | Marítimo             |
| Estoril Praia | Naval                |
| Fátima        | Académica de Coimbra |
| Portimonense  | Vitória de Setúbal   |
| Gondomar      | Leixões              |
| Penafiel      | Vitória de Guimarães |

### Jogos
| Data         | Hora  | Local           | (Liga)Equipa 1     | Resultado        | Equipa 2(Liga)           |
| ------------ | ----- | --------------- | ------------------ | ---------------- | ------------------------ |
| 12 de Agosto | 16:00 | Estoril         | (LH) Estoril Praia | 0 - 1            | Estrela da Amadora(SL)   |
| 12 de Agosto | 16:00 | Penafiel        | (LH) Penafiel      | 0 - 0 (5–4 G.P.) | Marítimo(SL)             |
| 12 de Agosto | 17:00 | Fátima          | (LH)Fátima         | 1 - 0            | Académica de Coimbra(SL) |
| 12 de Agosto | 17:00 | Portimão        | (LH)Portimonense   | 0 - 0 (4–3 G.P.) | Naval(SL)                |
| 12 de Agosto | 17:15 | Póvoa de Varzim | (LH) Varzim        | 0 - 4            | Leixões(SL)              |
| 12 de Agosto | 17:30 | Gondomar        | (LH)Gondomar       | 0 - 3            | Vitória de Setúbal(SL)   |
| 12 de Agosto | 18:00 | Trofa           | (LH) Trofense      | 0 - 1            | Vitória de Guimarães(SL) |
| 12 de Agosto | 19:45 | Aveiro          | (LH) Beira-Mar     | 1 - 0            | Boavista (SL)            |

 (LH) - Liga de Honra 

 (SL) - Superliga 
| 12 de Agosto, 2007 16:00 | Estoril Praia | 0 – 1     | Estrela da Amadora | Estádio António Coimbra da Mota, Estoril Árbitro: Cosme Machado, Braga |
|                          |               | Relatório | Cardoso 45'        |                                                                        |

| 12 de Agosto, 2007 16:00 | Penafiel | 0 – 0 (5–4 G.P.) | Marítimo | Árbitro: João Vilas Boas, Braga |
|                          |          | Relatório        |          |                                 |

|                                                                 |       | Penalidades                                                  |  |
| Nélson Campos: Lourenço: Guedes: Diego Mourão: Kelly: Ferreira: | 5 – 4 | Kanu: Fábio Felício: Bruno: Marcinho: van der Linden: Wênio: |  |

| 12 de Agosto, 2007 17:00 | Fátima            | 1 – 0     | Académica de Coimbra | Estádio João Paulo II, Fátima Árbitro: Augusto Duarte, Braga |
|                          | Ricardo Jorge 27' | Relatório |                      |                                                              |

| 12 de Agosto, 2007 17:00 | Portimonense | 0 – 0 (4–3 G.P.) | Naval | Estádio Municipal de Portimão, Portimão Árbitro: Rui Costa, Porto |
|                          |              | Relatório        |       |                                                                   |

|                                                                   |       | Penalidades                                     |  |
| Ricardo Pessoa: Gonzalo: Miguel Ângelo: Tarantini: Emídio Rafael: | 4 – 3 | Marcelinho: Saulo: Mário Sérgio: Não disponível |  |

| 12 de Agosto, 2007 17:15 | Varzim | 0 – 4     | Leixões                                                           | Estádio do Varzim Sport Club, Póvoa de Varzim Árbitro: Paulo Baptista, Portalegre |
|                          |        | Relatório | Vieirinha 5' · Bruno China 8' · Vieirinha 54'(G.P.) · Roberto 59' |                                                                                   |

| 12 de Agosto, 2007 17:30 | Gondomar | 0 – 3     | Vitória de Setúbal                 | Estádio de São Miguel, Gondomar Árbitro: Paulo Pereira, Viana do Castelo |
|                          |          | Relatório | Kim 44' · Matheus 77' · Edinho 80' |                                                                          |

| 12 de Agosto, 2007 18:00 | Trofense | 0 – 1     | Vitória de Guimarães | Estádio Clube Desportivo Trofense Árbitro: Carlos Xistra, Castelo Branco |
|                          |          | Relatório | Mrdakovic 30'        |                                                                          |

| 12 de Agosto, 2007 19:45 | Beira-Mar | 1 – 0     | Boavista | Estádio Municipal de Aveiro, Aveiro Árbitro: Elmano Santos, Madeira |
|                          | Roma 81'  | Relatório |          |                                                                     |

## 3ª Eliminatória

### Sorteio
No sorteio, realizado a 7 de Setembro, participaram as equipas seguintes, distribuídas por 2 potes.
- Pote E (visitados):
  - clubes vencedores da 2ª eliminatória;
- Pote F (visitantes):
  - 1º ao 8º classificado da BWIN Liga 2006-2007.

| Pote E               | Pote F              |
| -------------------- | ------------------- |
| Estrela da Amadora   | Porto               |
| Vitória de Setúbal   | Sporting            |
| Leixões              | Benfica             |
| Vitória de Guimarães | Braga               |
| Beira-Mar            | Belenenses          |
| Penafiel             | Paços de Ferreira   |
| Portimonense         | União de Leiria     |
| Fátima               | Nacional da Madeira |

### Jogos
| Data           | Hora  | Local      | (Liga)Equipa 1            | Resultado        | Equipa 2(Liga)           |
| -------------- | ----- | ---------- | ------------------------- | ---------------- | ------------------------ |
| 26 de Setembro | 16:00 | Matosinhos | (SL) Leixões              | 0 - 2            | União de Leiria (SL)     |
| 26 de Setembro | 17:00 | Penafiel   | (LH) Penafiel             | 1 - 0            | Nacional da Madeira (SL) |
| 26 de Setembro | 18:00 | Portimão   | (LH) Portimonense         | 1 - 1 (4–3 G.P.) | Belenenses (SL)          |
| 26 de Setembro | 19:00 | Aveiro     | (LH) Beira-Mar            | 0 - 0 (4–3 G.P.) | Paços de Ferreira (SL)   |
| 26 de Setembro | 19:15 | Setúbal    | (SL) Vitória de Setúbal   | 2 - 0            | Braga (SL)               |
| 26 de Setembro | 19:15 | Fátima     | (LH) Fátima               | 0 - 0 (4–2 G.P.) | Porto (SL)               |
| 26 de Setembro | 20:30 | Amadora    | (SL) Estrela da Amadora   | 1 - 1 (4–5 G.P.) | Benfica (SL)             |
| 26 de Setembro | 20:45 | Guimarães  | (SL) Vitória de Guimarães | 0 - 0 (6–7 G.P.) | Sporting (SL)            |

 (LH) - Liga de Honra 

 (SL) - Superliga 
| 26 de Setembro, 2007 16:00 | Leixões | 0 – 2     | União de Leiria               | Estádio do Mar, Matosinhos Árbitro: Cosme Machado, Braga |
|                            |         | Relatório | Maciel 15' · Jessui 76'(G.P.) |                                                          |

| 26 de Setembro, 2007 17:00 | Penafiel   | 1 – 0     | Nacional da Madeira | Árbitro: Paulo Costa, Porto |
|                            | Guedes 21' | Relatório |                     |                             |

| 26 de Setembro, 2007 18:00 | Portimonense     | 1 - 1 (4–3 G.P.) | Belenenses   | Estádio Municipal de Portimão, Portimão Árbitro: Hugo Miguel, Lisboa |
|                            | Paulo Sérgio 83' | Relatório        | Fernando 66' |                                                                      |

|                                                        |       | Penalidades                                             |  |
| Tarantini: Wellington: Gonzalo: Raphael: Paulo Sérgio: | 4 – 3 | Ruben Amorim: Roncatto: Gabriel Gómez: Weldon: Rolando: |  |

| 26 de Setembro, 2007 19:00 | Beira-Mar | 0 - 0 (4–3 G.P.) | Paços de Ferreira | Estádio Municipal de Aveiro, Aveiro Árbitro: João Vilas Boas, Braga |
|                            |           | Relatório        |                   |                                                                     |

|                                                 |       | Penalidades                                               |  |
| Roma: Vasco Matos: Mateus: Emerson: Diogo Luís: | 4 – 3 | Luiz Carlos: Pedrinha: Furtado: Édson Di: Fernando Pilar: |  |

| 26 de Setembro, 2007 19:15 | Vitória de Setúbal               | 2 - 0     | Braga | Estádio do Bonfim, Setúbal Árbitro: Elmano Santos, Madeira |
|                            | Matheus 80' · Leandro Branco 88' | Relatório |       |                                                            |

| 26 de Setembro, 2007 19:15 | Fátima | 0 - 0 (4–2 G.P.) | Porto | Estádio João Paulo II, Fátima Árbitro: Carlos Xistra, Castelo Branco |
|                            |        | Relatório        |       |                                                                      |

|                                           |       | Penalidades                                       |  |
| Miguel Xavier: Saleiro: Moreira: Marinho: | 4 – 2 | João Paulo: Leandro Lima: Lino: Mariano González: |  |

| 26 de Setembro, 2007 20:30 | Estrela da Amadora | 1 – 1 (4–5 G.P.) | Benfica                 | Estádio José Gomes, Amadora Árbitro: Duarte Gomes, Lisboa |
|                            | Maurício 36'       | Relatório        | Freddy Adu 90+3' (G.P.) |                                                           |

|                                                         |       | Penalidades                                      |  |
| Maurício: Mateus: Tiago Gomes: Cardoso: Fernando: Yoni: | 4 – 5 | Adu: Rodríguez: Butt: Luisão: F. Coentrão: Díaz: |  |

| 26 de Setembro, 2007 20:45 | Vitória de Guimarães | 0 - 0 (6–7 G.P.) | Sporting | Estádio D. Afonso Henriques, Guimarães Árbitro: Bruno Paixão, Setúbal |
|                            |                      | Relatório        |          |                                                                       |

|                                                                                                 |       | Penalidades                                                                                           |  |
| Ghilas: Rabiola: Andrezinho: Desmarets: Fajardo: Targino: Luciano: Geromel: Sereno: João Alves: | 6 – 7 | Romagnoli: Anderson Polga: João Moutinho: Ronny: Miguel Veloso: Paredes: Tonel: Abel: Yannick: Tiago: |  |

## 4ª Eliminatória

### Sorteio
Os 8 clubes apurados da 3ª Eliminatória serão colocados num único pote.
O sorteio da quarta eliminatória realizar-se-á dia 28 de Setembro.
Os jogos da 4ª eliminatória jogam-se a duas mãos. A primeira mão está prevista para os dias 20 e 21 de Outubro. A segunda mão está marcada para 31 de Outubro.
| Clube              | Liga |
| ------------------ | ---- |
| Sporting           | SL   |
| Benfica            | SL   |
| União de Leiria    | SL   |
| Vitória de Setúbal | SL   |
| Beira-Mar          | LH   |
| Penafiel           | LH   |
| Portimonense       | LH   |
| Fátima             | LH   |

### Jogos

#### 1ª Mão
| Data          | Hora  | Local    | (Liga)Equipa 1    | Resultado | Equipa 2(Liga)          |
| ------------- | ----- | -------- | ----------------- | --------- | ----------------------- |
| 20 de Outubro | 19:00 | Lisboa   | (SL) Sporting     | 1 - 2     | Fátima (LH)             |
| 20 de Outubro | 21:00 | Lisboa   | (SL) Benfica      | 1 - 1     | Vitória de Setúbal (SL) |
| 21 de Outubro | 16:00 | Portimão | (LH) Portimonense | 1 - 0     | Beira-Mar (LH)          |
| 21 de Outubro | 16:00 | Penafiel | (LH) Penafiel     | 3 - 1     | União de Leiria (SL)    |

 (LH) - Liga de Honra 

 (SL) - Superliga 
| 20 de Outubro, 2007 19:00 | Sporting    | 1 – 2     | Fátima                          | Estádio do Restelo, Lisboa Árbitro: Soares Dias, Porto |
|                           | Liedson 52' | Relatório | Cícero 15' (G.P.) · Falardo 82' |                                                        |

| 20 de Outubro, 2007 21:00 | Benfica          | 1 – 1     | Vitória de Setúbal | Estádio da Luz, Lisboa Árbitro: Jorge Sousa, Porto |
|                           | Freddy Adu 90+4' | Relatório | Matheus 12'        |                                                    |

| 21 de Outubro, 2007 16:00 | Portimonense | 1 – 0     | Beira-Mar | Estádio Municipal de Portimão, Portimão Árbitro: Pedro Henriques, Lisboa |
|                           | Diogo 72'    | Relatório |           |                                                                          |

| 21 de Outubro, 2007 16:00 | Penafiel                         | 3 – 1     | União de Leiria | Árbitro: Pedro Proença, Lisboa |
|                           | João Pedro 2' · Bakero 68' 78' · | Relatório | Sougou 90+2'    |                                |

#### 2ª Mão
| Data          | Hora  | Local          | (Liga)Equipa 1          | Resultado | Equipa 2(Liga)    |
| ------------- | ----- | -------------- | ----------------------- | --------- | ----------------- |
| 31 de Outubro | 19:45 | Fátima         | (LH) Fátima             | 2 - 3     | Sporting (SL)     |
| 31 de Outubro | 19:45 | Marinha Grande | (SL) União de Leiria    | 1 - 0     | Penafiel (LH)     |
| 31 de Outubro | 20:00 | Aveiro         | (LH) Beira-Mar          | 3 - 1     | Portimonense (LH) |
| 31 de Outubro | 20:45 | Setúbal        | (SL) Vitória de Setúbal | 2 - 1     | Benfica(SL)       |

 (LH) - Liga de Honra 

 (SL) - Superliga 
| 31 de Outubro, 2007 19:45 | Fátima                           | 2 – 3     | Sporting                                | Estádio João Paulo II, Fátima Árbitro: Olegário Benquerença, Leiria |
|                           | Saleiro 15' · Filipe Falardo 50' | Relatório | Liedson 35' · Purovic 64' · Liedson 83' |                                                                     |

| 31 de Outubro, 2007 19:45 | União de Leiria         | 1 – 0     | Penafiel | Estádio Municipal da Marinha Grande, Marinha Grande Árbitro: Paulo Paraty, Porto |
|                           | João Paulo 90+1' (G.P.) | Relatório |          |                                                                                  |

| 31 de Outubro, 2007 20:00 | Beira-Mar                          | 3 – 1     | Portimonense     | Estádio Municipal de Aveiro, Aveiro Árbitro: João Ferreira, Setúbal |
|                           | Jessé 48' · Vitinha 65' · Roma 79' | Relatório | Maxi Bevacqua 6' |                                                                     |

| 31 de Outubro, 2007 20:45 | Vitória de Setúbal       | 2 – 1     | Benfica          | Estádio do Bonfim, Setúbal Árbitro: Paulo Costa, Porto |
|                           | Matheus 67' · Edinho 83' | Relatório | Adu 45+1' (G.P.) |                                                        |

#### Resultados finais da eliminatória
| (Liga)Vencedor    | Resultado final | Eliminado(Liga)         |
| ----------------- | --------------- | ----------------------- |
| (BL) Sporting     | 4 - 4           | Fátima (LV)             |
| (LV) Penafiel     | 3 - 2           | União de Leiria (BL)    |
| (LV) Portimonense | 2 - 3           | Beira-Mar (LV)          |
| (BL) Benfica      | 2 - 3           | Vitória de Setúbal (BL) |

## Fase de Grupo
Nesta fase as quatro equipas apuradas da eliminatória anterior jogarão entre si.
| Clube              | Liga |
| ------------------ | ---- |
| Beira-Mar          | LV   |
| Penafiel           | LV   |
| Sporting           | SL   |
| Vitória de Setúbal | SL   |

### Classificação
| Equipa             | Pts | J | V | E | D | GM | GS | GA |
| ------------------ | --- | - | - | - | - | -- | -- | -- |
| 1. V. Setúbal (SL) | 7   | 3 | 2 | 1 | 0 | 5  | 1  | +4 |
| 2. Sporting (SL)   | 6   | 3 | 1 | 0 | 1 | 6  | 2  | +4 |
| 3. Penafiel (LH)   | 2   | 3 | 0 | 2 | 1 | 3  | 5  | -2 |
| 4. Beira-Mar (LH)  | 1   | 3 | 0 | 1 | 2 | 1  | 7  | -6 |

 (LH) - Liga de Honra 

 (SL) - Superliga 
|  | Equipas classificadas para a ronda seguinte |
|  | Equipas eliminadas                          |

### Jogos
| 9 de Janeiro, 2008 19:30 | Beira-Mar   | 1 – 1     | Penafiel   | Estádio Municipal de Aveiro, Aveiro Árbitro: Jorge Sousa |
|                          | Vitinha 19' | Relatório | Bakero 44' |                                                          |

| 9 de Janeiro, 2008 21:15 | Vitória de Setúbal | 1 – 0     | Sporting | Estádio do Bonfim, Setúbal Árbitro: Pedro Henriques |
|                          | Filipe 30'         | Relatório |          |                                                     |

| 23 de Janeiro, 2008 19:00 | Penafiel          | 1 – 1     | Vitória de Setúbal | Árbitro: Lucílio Baptista |
|                           | Guedes 43' (g.p.) | Relatório | Matheus 17'        |                           |

| 23 de Janeiro, 2008 21:15 | Sporting                    | 3 – 0     | Beira-Mar | Alvalade XXI, Lisboa Árbitro: Duarte Gomes |
|                           | Liédson 67' · Simon 73' 80' | Relatório |           |                                            |

| 30 de Janeiro, 2008 19:00 | Sporting                         | 3 – 1     | Penafiel   | Alvalade XXI, Lisboa Árbitro: João Ferreira |
|                           | Romagnoli 20' · Izmaylov 28' 85' | Relatório | Guedes 67' |                                             |

| 30 de Janeiro, 2008 21:15 | Vitória de Setúbal                                | 3 – 0     | Beira-Mar | Estádio do Bonfim, Setúbal Árbitro: Rui Costa |
|                           | Robson 52' · Ricardo Chaves 71' · Kim Byung 90+3' | Relatório |           |                                               |

## Final
O jogo da final foi disputada pelas duas equipas mais pontuadas da fase de grupos, o Vitória de Setúbal e o Sporting, no Estádio Algarve, a 22 de Março de 2008.
A final foi vencida pelo Vitória de Setúbal, na discussão por grandes penalidades, após terem acabado os 90 minutos regulamentares empatados a zero golos com o Sporting.

### Ficha de Jogo
| 22 de Março de 2008                              |
| 20:30 - Estádio Algarve (Faro) - Público: 28.000 |

| Árbitro(s):                   |
| Principal: Pedro Proença      |
| Assistente 1: Bertino Miranda |
| Assistente 2: Luís Marcelino  |

| Vitória de Setúbal | 0 - 0 3 - 2 g.p. (0 - 0) | Sporting |
|                    |                          |          |

| Vitória de Setúbal \| 77 \| - Eduardo \| \| 15 \| - Auri \| \| 14 \| - Janício \| \| 4 \| - Robson \| \| 17 \| - Jorginho \| \| 8 \| - Elias \| \| 6 \| - Sandro 69' \| \| 16 \| - Ricardo Chaves 76' \| \| 7 \| - Bruno Gama \| \| 87 \| - Claúdio Pitbull \| \| 19 \| - Leandro branco \| |                      |
| Substituição Bruno Gama 67' Paulinho Leandro branco 79' Filipe |                      |
| Treinador Carlos Carvalhal |                      |
| |                      |
| 77 | - Eduardo            |
| 15 | - Auri               |
| 14 | - Janício            |
| 4 | - Robson             |
| 17 | - Jorginho           |
| 8 | - Elias              |
| 6 | - Sandro 69'         |
| 16 | - Ricardo Chaves 76' |
| 7 | - Bruno Gama         |
| 87 | - Claúdio Pitbull    |
| 19 | - Leandro branco     |

| 77 | - Eduardo            |
| 15 | - Auri               |
| 14 | - Janício            |
| 4  | - Robson             |
| 17 | - Jorginho           |
| 8  | - Elias              |
| 6  | - Sandro 69'         |
| 16 | - Ricardo Chaves 76' |
| 7  | - Bruno Gama         |
| 87 | - Claúdio Pitbull    |
| 19 | - Leandro branco     |

| Sporting \| 1 \| - Rui Patrício \| \| 78 \| - Abel \| \| 4 \| - Polga 40' \| \| 13 \| - Tonel \| \| 18 \| - Grimi \| \| 10 \| - Simon \| \| 30 \| - Romagnoli \| \| 24 \| - M. Veloso 49' \| \| 28 \| - João Moutinho \| \| 7 \| - Izmaylov \| \| 31 \| - Liédson \| |                 |
| Substituição Bruno Pereirinha 63' Abel M. Veloso 79' Adrien Silva |                 |
| Treinador Paulo Bento |                 |
| |                 |
| 1 | - Rui Patrício  |
| 78 | - Abel          |
| 4 | - Polga 40'     |
| 13 | - Tonel         |
| 18 | - Grimi         |
| 10 | - Simon         |
| 30 | - Romagnoli     |
| 24 | - M. Veloso 49' |
| 28 | - João Moutinho |
| 7 | - Izmaylov      |
| 31 | - Liédson       |

| 1  | - Rui Patrício  |
| 78 | - Abel          |
| 4  | - Polga 40'     |
| 13 | - Tonel         |
| 18 | - Grimi         |
| 10 | - Simon         |
| 30 | - Romagnoli     |
| 24 | - M. Veloso 49' |
| 28 | - João Moutinho |
| 7  | - Izmaylov      |
| 31 | - Liédson       |

|                                                   |       | Penalidades                                         |  |
| Auri: Claúdio Pitbull: Elias: Jorginho: Paulinho: | 3 – 2 | Romagnoli: Polga: João Moutinho: Liédson: Izmaylov: |  |

## Campeão
| Taça da Liga de 2007–08      |
| ---------------------------- |
| Vitória de Setúbal 1º Título |